# 石忽鲁虎
石忽鲁虎（?—?），德兴府（今河北省涿鹿县）人，蒙古帝国将领。
忽鲁虎以侍卫军从成吉思汗平定中原，窝阔台赐给他东昌、广平四十余户，于是迁居到广平府洺水县。忽鲁虎之子石高山。中统三年，石高山通过平章塔察儿入见忽必烈，上奏：“昔日成吉思汗时期的按察儿、孛罗、窟里台、孛罗海拔都、阔阔不花五部探马赤军，金国灭亡之后，散居牧地，多有入民籍之人。现在国家没有统一，应该加以招集，以备驱策。”